# Osvračín (zámek)
Osvračín je zámek pocházející z 18. století. Nachází se ve středu vesnice Osvračín v okrese Domažlice. Patří obci, která jej využívá ke kulturním účelům a jako sídlo obecního úřadu. Od roku 1993 je chráněn jako kulturní památka ČR. Tvoří jej dvoukřídlá jednopatrová budova.

## Historie
Starý osvračínský hrad byl na konci patnáctého století pustý a patřil ke švihovskému panství. V roce 1504 Osvračín zdědila Bohunka z Lomnice, vdova po Půtovi z Rýzmberka, a po ní ho převzal syn Jindřich z Rýzmberka, který ho prodal Janu Vidršpergárovi z Vidršperka. 
Roku 1544 panství patřilo Markétě Kočovské z Křimic a po ní se připomínají v roce 1570 Ofka a o devět let později Anna Kočovská. Někdy v té době si Kočovští ve vsi postavili novou tvrz. V letech 1585–1619 patřila Jiřímu z Kočova, po kterém ji zdědila Anna Černínová, rozená z Kočova, a její čtyři synové. Osvračín připadl Humprechtu Černínovi, zatímco Jan Černín dostal tvrz ve Lštění. Humprecht brzy zemřel, a statek měl připadnout Drslavu Černínovi, který neměl dostatek prostředků, aby ostatní vyplatil. Statku se nakonec v roce 1625 ujal Jiří Černín, který zemřel roku 1669. Majetek po něm převzal strýc Jiří Václav († 1687), který statek odkázal v rozporu s vůlí zemřelého Jiřího Černína svým dětem. Poslední vůli proto napadl nejstarší syn Jiřího Černína Vilém Václav Černín. Spor roku 1688 vyhrál a o šest let později statky prodal hraběti Heřmanu Jakubu Černínovi.
František Josef Černín nechal tvrz přestavět na barokní zámek podle projektu architekta Františka Maxmiliána Kaňky. V roce 1734 statek koupil rytíř Jan Josef Hildprant z Ottenhausenu a na krátkou dobu připojil Osvračín ke kanickému panství. Od roku 1761 však byl znovu samostatným statkem a Hildprantovým potomkům patřil až do roku 1800. Je možné, že staviteli barokního zámku nebyli Černínové, ale právě Hildprantové. V letech 1800–1841 se v držení zámku vystřídalo šest majitelů, ale nakonec ho získal sklářský podnikatel Ondřej Ziegler, který ho přestavěl v novogotickém slohu.

## Galerie

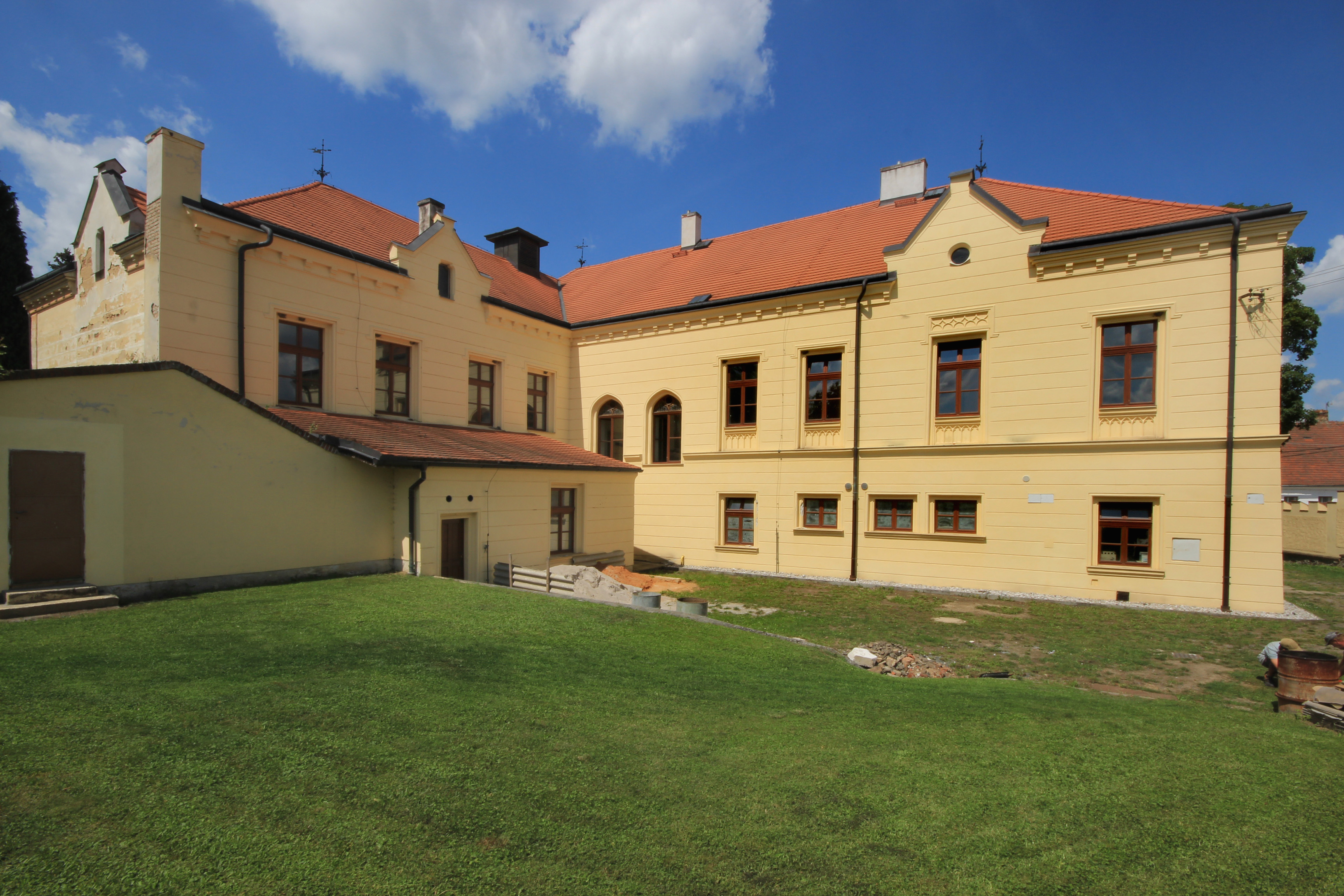
Zadní trakt
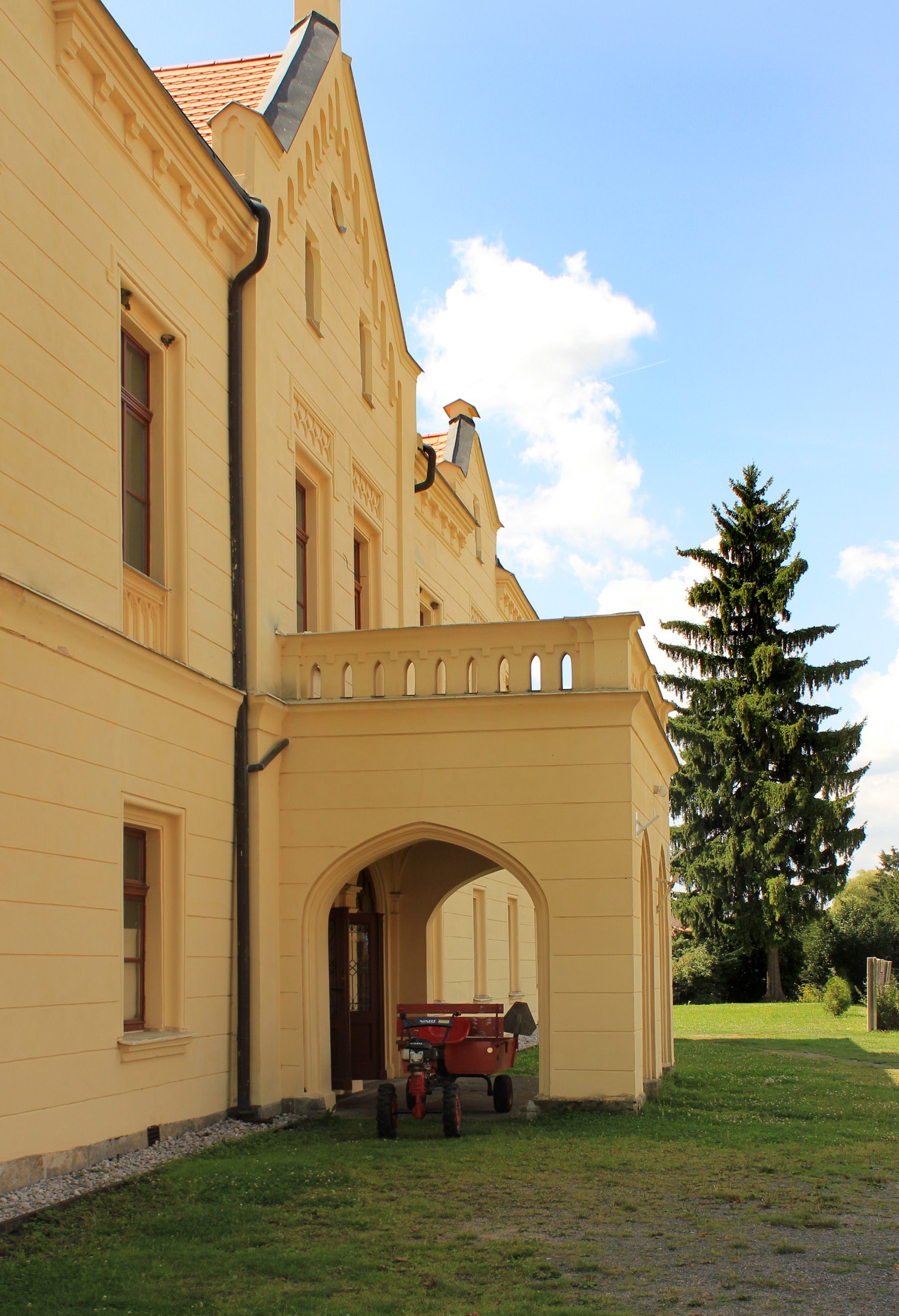
Balkon nad hlavním vstupem
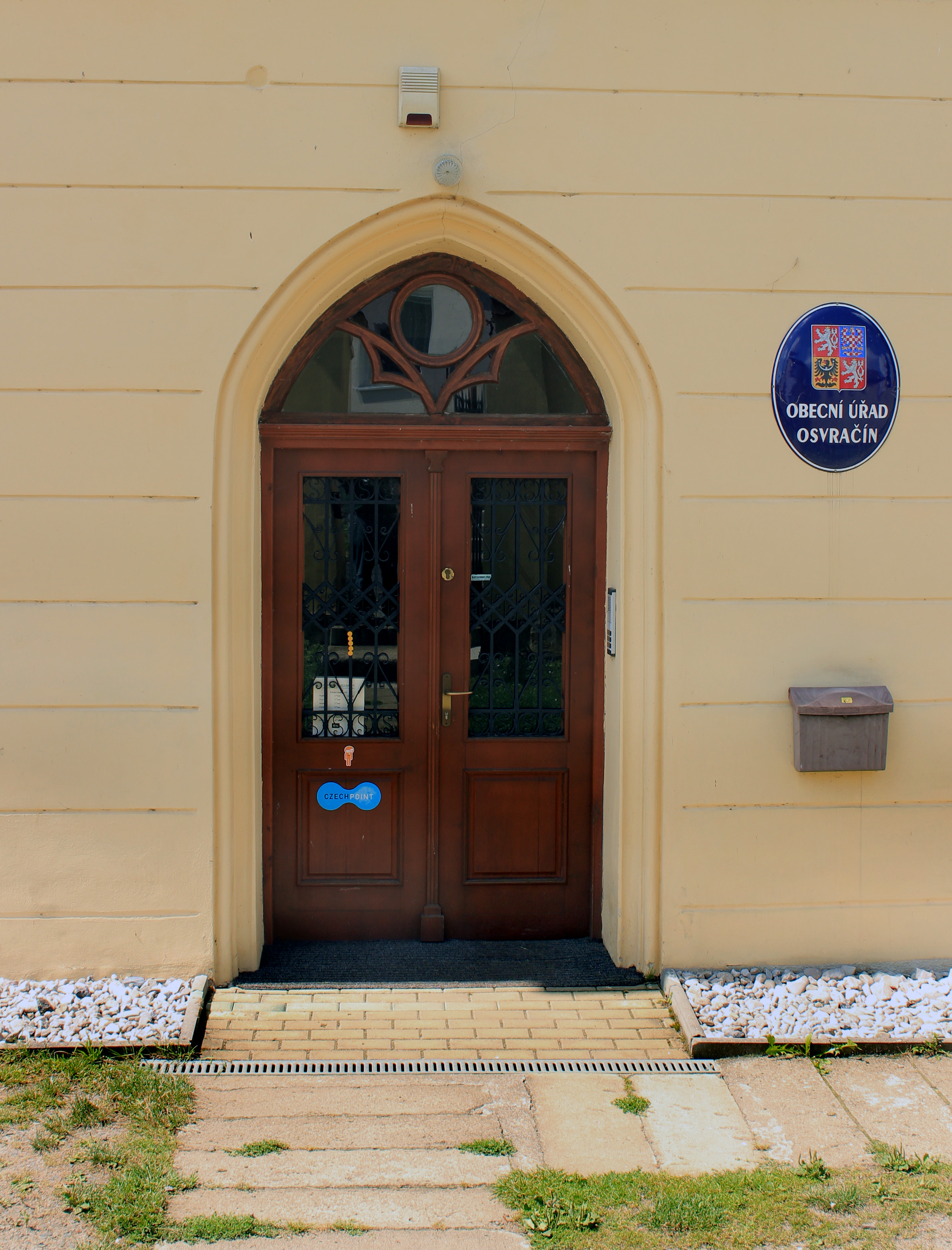
Vchod do obecního úřadu